# أنتوني ألكسندر
أنتوني ألكسندر (بالإنجليزية: Anthony McCall) (و. 1946  م) هو فنان بريطاني، ولد في لندن، شارك في دوكومنتا 6 ‏.

## التعليم
تعلم في Whitgift School ‏
.

## جوائز
حصل على جوائز منها:

زمالة غوغنهايم